# Rudolf Deng Majak
Rudolf Deng Majak (Akwac, Sudão, 1 de novembro de 1940 - Siegburg, Alemanha, 6 de março de 2017) foi um clérigo sul-sudanês e bispo católico romano de Wau.
Batizado em 20 de fevereiro de 1955 Rudolf Deng Majak recebeu o sacramento da ordenação em 20 de novembro de 1970 para a diocese de Rumbek. Majak foi nomeado Administrador Apostólico de Wau em 12 de abril de 1992.
Em 2 de novembro de 1995, o Papa João Paulo II o nomeou Bispo de Wau. O Pró-Núncio Apostólico no Sudão, Arcebispo Erwin Josef Ender, consagrou-o bispo em 11 de fevereiro de 1996; O Arcebispo de Juba, Paulino Lukudu Loro MCCJ, e seu predecessor Joseph Bilal Nyekindi foram co-consagradores.
Foi chanceler da Universidade Católica do Sudão do Sul, fundada em 2008. Como Presidente da Conferência Episcopal Sudanesa, participou da assembléia especial do Sínodo dos Bispos para a África no outono de 2009.